# Joy Air
China Joy Air Co., Ltd. (in cinese semplificato 幸福航空) è una compagnia aerea regionale cinese costituita nel 2008 e con sede legale a Xi'an. Opera voli nazionali con il marchio commerciale Joy Air.
Fondata il 29 marzo 2008 da una joint venture tra China Eastern Airlines e il consorzio di costruzioni aeronautiche China Aviation Industry Corporation I (AVIC I), la compagnia avviò sperimentalmente le operazioni nel giugno 2009 iniziando un servizio di trasporto passeggeri, seppur discontinuo, verso la fine di quello stesso anno. L'aeroporto principale della compagnia è l'aeroporto Internazionale di Xi'an Xianyang.

## Storia
La compagnia aerea nasce nel 2008 come Happiness Air, su iniziativa del consorzio di costruzioni aeronautiche China Aviation Industry Corporation I (AVIC I) e della compagnia aerea China Eastern Airlines, intenzionati ad entrare nel mercato del trasporto aereo nazionale, rispettivamente acquisendo quote per il 40% e 60%. Con una riorganizzazione dell'azienda avviata nel febbraio 2009, l'AVIC I portò il proprio pacchetto azionario al 95% lasciando alla China Eastern Airlines il restante 5%.
Basandosi su un'iniziale flotta di tre turboelica Xian MA60, iniziò ad operare dal 1º giugno 2009. Le prospettive di sviluppo aziendali prevedono un'espansione delle rotte e l'acquisizione in 8 anni di una flotta di 50 Comac ARJ21 e 50 MA-60.
Tra il 2018 e il 2021 la compagnia ha acquisito i suoi primi aerei di fattura occidentale, cinque Boeing 737-800.

## Flotta

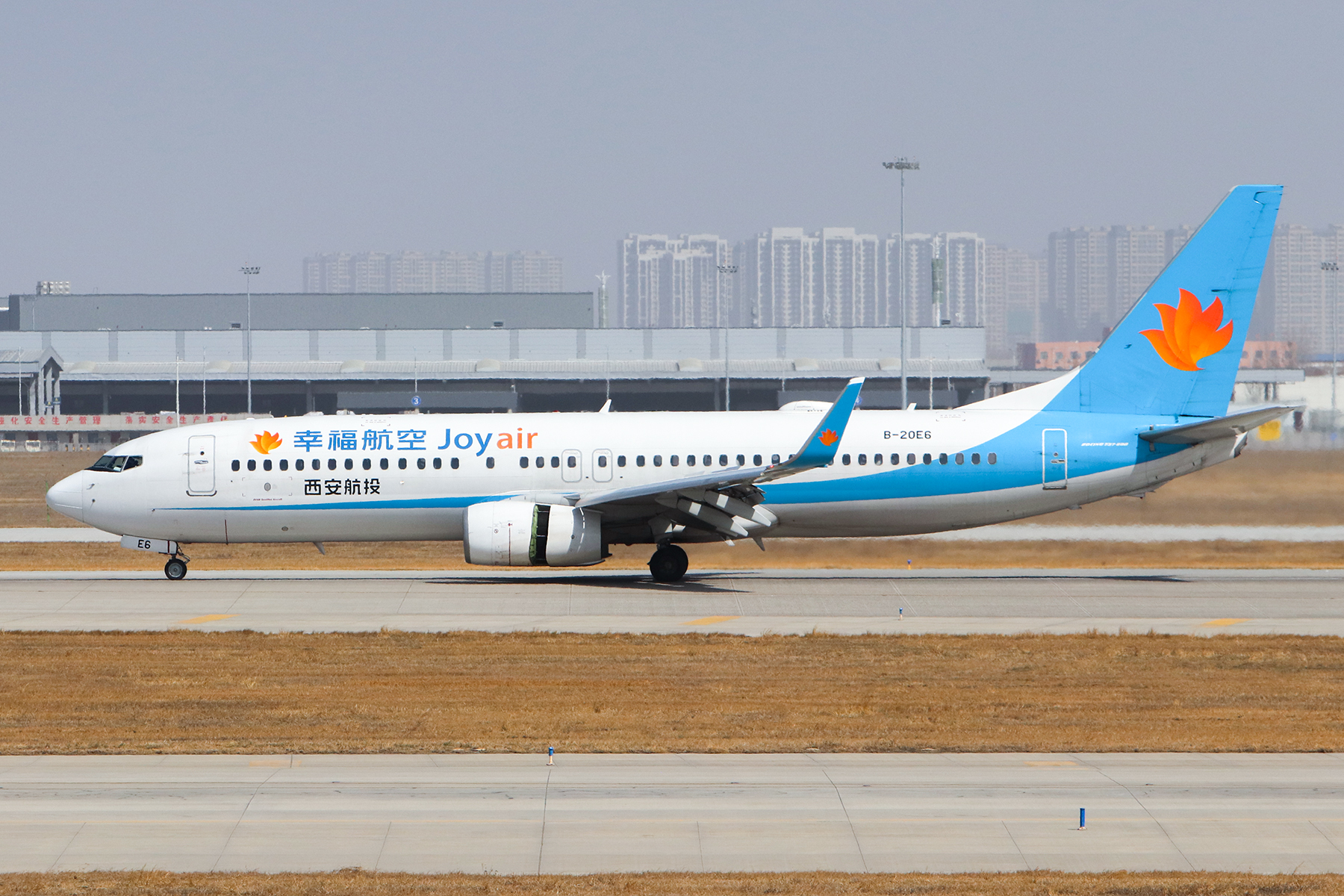
Un Boeing 737-800.

Ad agosto 2024 la flotta di Joy Air è così composta: